# Tour de France 2006/8. Etappe
Die 8. Etappe der Tour de France 2006 führte die verbliebenen 170 Starter am 9. Juli über 181 km von Saint-Méen-le-Grand in südwestlicher Richtung durch die Bretagne nach Lorient.
Bereits nach fünf Kilometern startete der erste Fahrer eine Attacke. Doch bis km 46 ließ das Feld keine ernstzunehmenden Ausreißversuche zu. Erst danach konnten sich die fünf Fahrer Matthias Kessler, David Zabriskie, Sylvain Calzati, Mario Aerts und Kjell Carlström vom Feld lösen. Bei km 56 schloss Patrice Halgand zur Spitzengruppe auf. Nach 16,5 km Flucht hatten die sechs Ausreißer einen maximalen Vorsprung von 7:30 min, ehe das Phonak-Team des Zweitplatzierten Floyd Landis die Tempoarbeit im Hauptfeld übernahm und den Vorsprung langsam schmelzen ließ.
Sieben Kilometer nach dem letzten Zwischensprint des Tages attackierte Calzati aus der Spitzengruppe heraus und sprengte die Gruppe in drei Teile. Die Gruppe Kessler/Zabriskie/Aerts wurde ca. 18 km vor der Zielankunft in Lorient vom Feld gestellt, während Calzati seinen Vorsprung sowohl auf das Feld als auch auf das Verfolger-Duo Halgand und Carlström ausbaute. Überglücklich erreichte Calzati als Solist das Ziel und feierte seinen ersten Tour-Erfolg. Es war zugleich der erste geglückte Fluchtversuch der Tour in diesem Jahr. Im Sprint seiner ehemaligen Weggefährten siegte Carlström vor Halgand mit 2:05 min Rückstand. Im Sprint des Hauptfeldes setzte sich wieder einmal Robbie McEwen durch, der damit die Führung im Kampf um das Grüne Trikot ausbaute.

## Zwischensprints
1. Zwischensprint in Plessala (38 km)
| Erster  | Samuel Dumoulin       | 6 P. und 6 s |
| Zweiter | Vicente Garcia Acosta | 4 P. und 4 s |
| Dritter | Jens Voigt            | 2 P. und 2 s |

2. Zwischensprint in Locmalo (112,5 km)
| Erster  | David Zabriskie | 6 P. und 6 s |
| Zweiter | Sylvain Calzati | 4 P. und 4 s |
| Dritter | Mario Aerts     | 2 P. und 2 s |

3. Zwischensprint in Plouay (142 km)
| Erster  | Mario Aerts     | 6 P. und 6 s |
| Zweiter | David Zabriskie | 4 P. und 4 s |
| Dritter | Kjell Carlström | 2 P. und 2 s |

## Bergwertungen
Côte de Mûr-de-Bretagne, Kategorie 3 (75 km)
| Erster  | Sylvain Calzati  | 4 P. |
| Zweiter | Mario Aerts      | 3 P. |
| Dritter | Matthias Kessler | 2 P. |
| Vierter | Patrice Halgand  | 1 P. |

Côte de Saint-Mayeux, Kategorie 4 (78,5 km)
| Erster  | Sylvain Calzati | 3 P. |
| Zweiter | Kjell Carlström | 2 P. |
| Dritter | David Zabriskie | 1 P. |

Côte de Gouarec, Kategorie 4 (94 km)
| Erster  | Sylvain Calzati | 3 P. |
| Zweiter | David Zabriskie | 2 P. |
| Dritter | Mario Aerts     | 1 P. |

Côte de Ty Marrec, Kategorie 4 (138,5 km)
| Erster  | Sylvain Calzati | 3 P. |
| Zweiter | Patrice Halgand | 2 P. |
| Dritter | Mario Aerts     | 1 P. |

- Siehe auch: Fahrerfeld